# La casa de los secretos
La casa de los secretos fue la versión peruana del reality show internacional Big Brother en su formato Secret Story, es producido por Frecuencia Latina bajo licencia de Endemol. La conducción a cargo de Carla García y Jason Day. El programa empezó el jueves 20 de septiembre de 2012, decidieron aceptar convivir en una casa construida especialmente para ellos en la ciudad de Lima, en un lugar también considerado como secreto.
El productor del programa, Renzo Madrid, confirmó a la prensa peruana la finalización del programa para el día 16 de noviembre por baja sintonía.

## Concepto
Los participantes guardan cada uno un secreto personal y los demás deben tratar de averiguarlo durante la convivencia, para así obtener el premio final de 50.000 nuevos soles, más el pozo personal acumulado que podría llegar a ser otros 50.000 nuevos soles más.
Las acciones de los participantes dentro de la casa podían verse en vivo durante las 24 horas del día mediante la página web oficial de Frecuencia Latina.

## Mecánica
- Mecánica de los pozos: Al ingresar a La casa de los secretos, cada uno de los 18 participantes tendrá asignado un pozo de S/.2,500 soles, monto que podrá subir o bajar según acierten o fallen las pruebas y/o misiones secretas que les serán planteadas o adivinando los secretos de sus compañeros. Para ello, el programa les dará pistas para facilitarles sus investigaciones.
- Mecánica de eliminaciones: Cada semana se llevará a cabo una nominación en secreto: cada participante escogerá a 2 de sus compañeros para abandonar el juego y se los comunicará a la Voz. Los dos concursantes que acumulen la mayor cantidad de votos serán nominados y expuestos a la votación del público.
- Final: En el episodio final, la audiencia votará para escoger al ganador del programa, quien se llevará S/.50,000 nuevos soles más el dinero de su pozo personal.

## Participantes
| Ver                                                         | Ver  | Ver            | Ver     | Ver                                                                    |
| Participante                                                | Edad | Resultado      | Estadía | Secreto                                                                |
| ----------------------------------------------------------- | ---- | -------------- | ------- | ---------------------------------------------------------------------- |
| Álvaro De La Torre Mesero.                                  | 21   | Ganador        | 57 días | Fui barra brava de Universitario de Deportes (revelado en la final)    |
| Valentín Ordóñez Aspirante a actor.                         | 28   | 2.º lugar      | 57 días | He sido Hare Krishna (revelado en la final)                            |
| Edson Cavero Constructor.                                   | 24   | 3.er lugar     | 57 días | Mi madre es japonesa (revelado en la final)                            |
| Lissy Nona Profesora de Pole dance.                         | 27   | 4.º lugar      | 57 días | Fui golpeada por mi pareja (revelado en la final)                      |
| Rodrigo Donayre Aspirante a cantante.                       | 21   | 5.º lugar      | 57 días | Adelgacé 36 kilos (revelado dentro del juego)                          |
| Michael Díaz Desempleado.                                   | 21   | 6.º lugar      | 57 días | Tomé mamadera hasta los 12 años (revelado en la final)                 |
| Geraldine Leiva Anfitriona y bailarina.                     | 22   | 10.ª eliminada | 56 días | Soy virgen (revelado fuera del juego)                                  |
| Hilda Tirabantti Anfitriona y modelo.                       | 26   | 9.ª eliminada  | 55 días | Me ofrecieron $300 por ser dama de compañía (revelado fuera del juego) |
| María Sandra Urquía Estudiante.                             | 20   | 8.ª eliminada  | 54 días | Soy detective (revelado fuera del juego)                               |
| Cecilia Reyes Mesera.                                       | 31   | 7.ª eliminada  | 53 días | Tengo 3 hijos de diferentes parejas (revelado dentro del juego)        |
| César Montañez Ocupación desconocida.                       | 25   | 6.º eliminado  | 46 días | Soy obsesivo compulsivo (revelado fuera del Juego)                     |
| Karina Arizaga Ocupación desconocida.                       | 31   | 2.º abandono   | 40 días | Recibí el año nuevo con Paris Hilton (revelado fuera del juego)        |
| Alexander “Alex” Lyson Bartender.                           | 23   | 5.º eliminado  | 39 días | Estuve en la cárcel (revelado fuera del juego)                         |
| Kethleen Dos Santos Estilista.                              | 21   | 4.ª eliminada  | 32 días | Sobreviví a un accidente mortal (revelado fuera del juego)             |
| Tatiana Zapata Estudiante de ingeniería comercial y modelo. | 20   | 3.ª eliminada  | 25 días | Mi papá me secuestró, mi mamá me rescató (revelado fuera del juego)    |
| Assad Fagre Administrador.                                  | 23   | 1.er abandono  | 18 días | Tengo un solo testículo (revelado fuera del juego)                     |
| Francisco “Paco” Céspedes Torero.                           | 29   | 2.º eliminado  | 18 días | Vivo con fantasmas (revelado fuera del juego)                          |
| Fiorella Díaz Modelo.                                       | 25   | 1.ª eliminada  | 11 días | Voy a heredar una isla paradisíaca (revelado fuera del juego)          |